# Movimiento contra la violación
El movimiento anti-violación es un movimiento sociopolítico que forma parte del movimiento que busca combatir la violencia y el abuso contra las mujeres.
El movimiento busca cambiar las actitudes de la comunidad frente a la violencia contra las mujeres, como la idea de que los hombres tienen derecho al sexo, la culpabilización de las víctimas y la autoinculpación de las mujeres frente a la violencia. También promueve reformas a las leyes sobre violación o a las normas probatorias que permiten que los agresores evadan sanciones, ya sea porque las víctimas se ven desalentadas a denunciar, porque el agresor goza de inmunidad, o porque la ley permite que el acusado desacredite a la víctima. 
El movimiento ha logrado avances en diversas jurisdicciones, aunque muchas de estas actitudes persisten. A pesar de los cambios legislativos y del aumento significativo en las denuncias de agresiones, la violencia contra las mujeres continúa en niveles elevados.
El movimiento surgió a finales de la década de 1960 y a principios de los 1970, cuando nuevos conceptos sobre la violación emergieron a partir de la segunda ola del feminismo y de la reevaluación de la vida cotidiana de las mujeres, tanto en lo social como en su relación con las instituciones sociales. Antes de esta revisión, la violación se consideraba un "delito sexual cometido por hombres patológicos",  incapaces de controlar sus deseos sexuales.
Las feministas comenzaron a destacar el papel de las dinámicas de poder, en particular en relación con la violación entendida como un delito cometido principalmente por hombres contra mujeres. Esta nueva definición de violación se replanteó desde la perspectiva de la víctima. Se afirmó que la violación era una forma hacer cumplir los roles sociales de género, —es decir, la manera en que una persona expresa su masculinidad o feminidad— y de mantener la jerarquía de poder que coloca a los hombres por encima de las mujeres.  Así, la violación fue definida como una forma de violencia utilizada para asegurar el poder masculino, un mecanismo de control social sobre mujeres y niños.
Conocido como el movimiento "anti-violación" o "prevención de la violación",  se fundó sobre la idea de que la violencia sexual —y la violencia contra las mujeres en general— es una herramienta de control social utilizada para mantener a las mujeres en una posición subordinada frente a los hombres, y que las mujeres deben tomar acciones que ayuden a las víctimas de violencia sexual a convertirse en “sobrevivientes” en lugar de permanecer como víctimas.  El movimiento anti-violación continúa vigente, acompañado de una creciente conciencia pública en los Estados Unidos sobre el concepto de cultura de la violación, coincidiendo con la creciente popularidad del feminismo.

## Historia

### Orígenes
A finales de la década de 1960, la violencia contra las mujeres se convirtió en un tema central dentro del movimiento feminista de la segunda ola. A través del movimiento anti-violación, una rama del movimiento de mujeres, se logró visibilizar la violencia sexual como un problema social importante que merecía atención. La violencia sexual se refiere tanto a la violación como a la agresión sexual.
Ya en 1970, las feministas comenzaron a participar en grupos de concientización, en los que compartían públicamente experiencias que implicaban compartir experiencias personales de violencia sexual vividas por mujeres. En 1971, las Feministas Radicales de Nueva York organizaron los primeros eventos centrados específicamente en la violencia sexual como problema social. El primero de estos fue un "speak-out" (espacios de denuncia), un espacio destinado a vincular relatos personales con la causa. El 24 de enero de 1971, este grupo celebró su primer Speak-Out al que asistieron aproximadamente 300 personas en la Iglesia Episcopal de San Clemente en Nueva York; posteriormente,  el 12 de abril de 1971, se llevó a cabo una conferencia sobre la violación. Las mujeres asistían a estos encuentros de denuncias con el propósito de compartir sus experiencias ante un público y alzar la voz contra la violencia sexual. Estos eventos contribuyeron significativamente a aumentar la conciencia pública sobre la violencia sexual como un problema que merece atención.

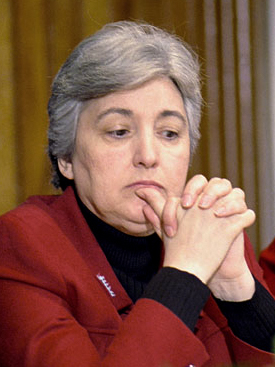
Eleanor Smeal, presidenta de la Mayoría Feminista y ex presidenta durante tres mandatos de la Organización Nacional de Mujeres (NOW), sentada en la mesa principal del Club Nacional de Prensa durante un discurso de Kim Gandy, actual presidenta de NOW.

Durante los dos años siguientes, la reflexión feminista sobre la violación continuó desarrollándose. En 1975, Susan Brownmiller escribió una de las obras más influyentes sobre la agresión sexual de este período: Against Our Will: Men, Women, and Rape (Contra nuestra voluntad: Hombres, mujeres y la violación).  En este libro, Brownmiller estableció una conexión directa entre el miedo de las mujeres y la agresión sexual, describiendo la violencia sexual como una herramienta utilizada por los hombres para intimidar a las mujeres y mantenerlas con miedo. A medida que el movimiento lograba vincular un patrón de violencia con las experiencias personales, comenzaron a surgir lemas como «lo personal es político» y «no hay soluciones individuales». 
Hasta las décadas de 1950 y 1960, el trauma psicológico causado por la violación fue generalmente ignorado por los profesionales de la medicina y la psiquiatría. En 1970, Sandra Sutherland y Donald J. Scherl publicaron el primer estudio importante sobre los efectos psicológicos de la violación en sus víctimas, en el American Journal of Orthopsychiatry . 
El año 1972 marca un hito importante en el movimiento  anti-violación con la creación de dos organizaciones influyentes: Bay Area Women Against Rape (BAWAR) en Berkeley, California, y el Washington DC Rape Crisis Center. BAWAR comenzó elaborando paquetes de información con datos clave sobre seguridad, como recomendaciones para hacer autostop, ejemplos del material impreso que utilizaban (por ejemplo, memorandos dirigidos a hospitales o departamentos de policía solicitando cambios, solicitudes de donaciones), y folletos médicos para sobrevivientes de violación. Este centro también trabajó para obtener financiación municipal que les permitiera establecer una línea de atención 24 horas, pagar a una persona de planta a medio tiempo y cubrir los gastos de oficina, aunque no se sabe con certeza si dicha financiación fue recibida en 1973.
Un caso ejemplar que ilustra cómo surgieron muchos centros de crisis por violación es el del Rape Crisis Center (YWCA) del área metropolitana de Toledo. En 1972, una mujer en Toledo comenzó a ayudar a víctimas de violación a salir de su casa, y las autoridades locales reconocieron la eficacia de su labor, remitiendo a las víctimas a su cuidado. A partir de ese esfuerzo individual y comunitario, surgió el centro YWCA H.O.P.E, un centro de crisis para víctimas de violación que aún funciona activamente.
También en 1972 se creó el Centro de Crisis por Violación de Washington D. C., que puso en funcionamiento la primera línea telefónica de emergencia para víctimas de violencia sexual en los Estados Unidos, sirviendo como modelo para futuros centros de crisis por violación. Este fue el primer centro de este tipo en el país. En ese año, el centro recibía aproximadamente 20 llamadas diarias y, además de la línea de crisis, las mujeres que lo operaban ofrecían una variedad de servicios, entre ellos asesoría legal y médica, apoyo emocional, acompañamiento al hospital o a estaciones de policía, y refugio para quienes llamaban a su oficina. 
Para 1973, el centro también había comenzado a distribuir un boletín informativo a nivel nacional, lo cual contribuyó a respaldar y legitimar el movimiento anti-violación que comenzaba a cobrar fuerza. Tanto el Centro de Crisis por Violación de Washington D. C. como BAWAR se consolidaron como dos "centros de conexión nacionales" para el movimiento. 
El movimiento nacional anti-violación fue en gran medida descentralizado y se extendió por todo Estados Unidos. Estaba compuesto por varias organizaciones principales que funcionaban como "nodos" del movimiento, como BAWAR y el Centro de Crisis por Violación de Washington, D.C., que actuaban como puntos clave de conexión y coordinación, además de una amplia variedad de centros menos influyentes distribuidos por el país. Estas organizaciones de menor alcance se mantenían vinculadas al movimiento, a menudo, a través de la activa prensa feminista de la época.  El movimiento nacional brindaba apoyo a las organizaciones locales. La primera coalición nacional entre estos centros no se formó sino hasta 1974, con la creación de la Feminist Alliance Against Rape (FAAR) en Washington D.C.
En las primeras etapas del movimiento anti-violación, sus principales enfoques incluían «...el comportamiento de las fuerzas del orden y los cambios legales, las prácticas hospitalarias y de consejería, la autodefensa y la educación comunitaria».  La Organización Nacional de Mujeres (NOW) comenzó a trabajar en reformas legislativas a nivel nacional a mediados de la década de 1970. Esta organización fue la primera en impulsar dichas reformas, lo que contribuyó a que, en el transcurso de la década, los 50 Estados modificaran sus leyes de distintas maneras. Estas reformas legales buscaron alentar a las víctimas de violación a denunciar los delitos y mejorar los métodos para procesar judicialmente a los agresores.
En concreto, para 1980, la mayoría de los estados en Estados Unidos habían modificado sus leyes para:
1. Incluir que es ilegal que un cónyuge viole a su pareja.
2. Incorporar las rape shield laws ("leyes de protección a las víctimas de violación"), que en parte limitan el uso del historial sexual de la víctima en los tribunales para que no sea utilizado en su contra.
3. Eliminar la exigencia de que exista un testigo de la violación.
4. Cambiar la edad que constituye violación legal (violacion de menores) de 10 a 12 años.
5. Modificar la definición de consentimiento para demostrar “la diferencia entre consentimiento y sometimiento (cuando, por miedo, la víctima no se resiste físicamente)” y establecer que existe una diferencia entre dar consentimiento (aceptar participar en un acto sexual) y no darlo (por ejemplo, una persona no puede dar su consentimiento si está inconsciente). [7]

En 1975, se creó el National Center for the Prevention and Control of Rape (en español: Centro Nacional para la Prevención y el Control de la Violación) en el National Institute of Mental Health (Instituto Nacional de Salud Mental).  La creación de esta entidad impulsó una amplia expansión de la investigación sobre agresión sexual y violación, destinando millones de dólares para financiar estudios tanto sobre la violencia sexual como sobre mejores formas de tratar los problemas psicosociales y de salud mental de las personas sobrevivientes. 
A medida que el movimiento anti-violación visibilizaba cada vez más la violación como un problema social, las mujeres comenzaron a organizarse en colectivos feministas de base para fundar los primeros centros de crisis por violación. Estos primeros centros fueron creados en su mayoría por feministas radicales, pues "...el objetivo inicial no era la reforma, sino una transformación total de las ideologías, las relaciones de poder y la estructura social existente", y dependían principalmente de voluntarias.  Sin embargo, para 1979 existían más de 1.000 centros de crisis por violación en todo Estados Unidos, y estos empezaron a alejarse de esa ideología feminista hacia un enfoque más liberal, orientado a la reforma y a establecer vínculos con otras agencias que pudieran ayudar a las sobrevivientes. Entre 1979 y a mediados de la década de 1980, este cambio hacia un enfoque más liberal continuó, con la institucionalización y profesionalización de los centros, que comenzaron a recibir financiación estatal mediante subvenciones que les permitieron contratar personal. 

### Década de 1980
En todo el mundo, comenzaron a adoptarse reformas legislativas para proteger a las (potenciales) víctimas de violación, impulsadas por la presión del movimiento feminista y sus simpatizantes. La violación conyugal empezó a tipificarse cada vez más como delito, mientras que, a partir de 1980, la "ley de cásate con tu violador", fueron derogadas una a una. 
El primer avance en este sentido se produjo en en Italia en 1981, más de una década después del secuestro de la novia Franca Viola. Su caso, ocurrido a finales de la década de 1960, género una gran controversia nacional y provocó una evolución moral gradual contra la práctica de los llamados "matrimonios reparadores", en los que se consideraba que el "honor" de la sobreviviente quedaba restaurado sis se casaba con su violador. 

### Década de 2010
En 2011, Usha Vishwakarma cofundó en Lucknow, India, la organización Red Brigade Trust, que imparte clases de defensa personal para mujeres y promueve la concienciación sobre el tema.
En 2013, las estudiantes de la Universidad de Carolina del Norte (UNC en Chapel Hill), Annie E. Clark y Andrea Pino, presentaron una denuncia contra la universidad ante la Oficina de Derechos Civiles del Departamento de Educación de los EE. UU., con base en el Título IX. Como resultado, el Departamento de Educación inició una investigación sobre el manejo que la universidad hacía de los casos de agresión sexual. 
En septiembre de 2014, Emma Sulkowicz, estudiante de último año de artes visuales en la Universidad de Columbia, comenzó a protestar por lo que describió como la mala gestión de la universidad ante una denuncia contra un compañero que presuntamente la violó. Como forma de protesta, Sulkowicz cargó todos los días con el colchón de su dormitorio, en el marco de una pieza de performance artística para su tesis de grado titulada Carry The Weight (Llevar el peso). La protesta concluyó con su graduación. El caso fue cubierto por importantes medios, incluido New York Magazine,que publicó en la portada de su edición del 22 de septiembre una fotografía de Sulkowicz con el colchón. En el artículo principal, Vanessa Grigoriadis describió a Sulkowicz como “el rostro del movimiento anti-violación”. Su protesta inspiró la creación de Carrying the Weight Together, “una coalición de estudiantes universitarios y activistas que trabajan para apoyar a sobrevivientes de violencia sexual y doméstica”. El grupo organizó el Carry That Weight Day of Action, que incluyó 130 manifestaciones contra la violencia sexual en todo Estados Unidos. 
En octubre de 2017, tras las denuncias de agresión sexual contra el productor de cine Harvey Weinstein, el movimiento Me Too, comenzó a viralizarse en redes sociales a raíz de un tuit de la actriz Alyssa Milano. El movimiento se convirtió en una demostración de solidaridad y concienciación entre sobrevivientes de agresión sexual.

## Legislación

### Ley común
Bajo el derecho consuetudinario (common law), la violación se definía inicialmente como "el contacto carnal ilícito con otra persona, y los elementos de fuerza y resistencia eran determinantes".  Esta definición se mantuvo durante muchos años, aunque su interpretación variaba según el estado. En la práctica, los juicios por violación a menudo colocaban a la víctima en el centro del escrutinio, sometiéndola a interrogatorios exhaustivos sobre su vida personal. 
La ley también establecía la “exención marital”, que impedía acusar de violación a un esposo por agredir sexualmente a su esposa.   Además, se exigía que la persona denunciante probara que había resistido, que la denuncia se presentó con rapidez y que no había dado su consentimiento.
Uno de los principios más influyentes era la doctrina de denuncia inmediata (Doctrine of Prompt Complaint), que requería que la víctima informara del ataque a la comunidad y a la policía de forma inmediata para que su testimonio fuera considerado legítimo. La lógica de los legisladores era que una víctima “naturalmente” querría denunciar cuanto antes para identificar al agresor. Sin embargo, en ese momento se desconocían ampliamente los efectos psicológicos del ataque y el síndrome de trauma por violación, que pueden alterar el comportamiento y retrasar la denuncia. De hecho, para los jurados, la denuncia inmediata era uno de los tres criterios principales para condenar a un acusado.   Antes del movimiento anti-violación, el sistema legal ofrecía poca legitimidad a las declaraciones de las víctimas, lo que hacía que muchas dudaran incluso en denunciar..

### El papel de la mujer
El movimiento anti-violación comenzó cuando las mujeres empezaron a romper el silencio sobre el tema y a denunciar los daños físicos, emocionales y sociales de la violación.  El feminismo tomó impulso al notar los bajos índices de condena, especialmente en Nueva York, y evidenció que la justicia rara vez priorizaba la perspectiva de la víctima. La lucha no solo buscó reformar las leyes, sino también, en muchos casos, derogarlas por completo.  
En 1971, Nueva York —uno de los estados más estrictos en cuanto a denuncias de violación— exigía que las víctimas presentaran pruebas de fuerza, penetración e identidad del agresor antes siquiera de llevar el caso a juicio. Estas exigencias creaban un clima de inseguridad para las mujeres en sus vecindarios, hogares y espacios públicos. Organizaciones como Women for a Free Future comenzaron a exigir reformas legales para proteger los derechos de las mujeres.
El movimiento se benefició del creciente número de mujeres en la profesión legal. A fines de la década de 1960, solo el 3% de los abogados en EE. UU. eran mujeres, pero con el tiempo más ingresaron a las facultades de derecho, llevando consigo ideales feministas. 
A principios de la década de 1970, más grupos de mujeres se involucraron, no solo para cambiar leyes, sino para derogar las existentes. En 1972, la Feminist Anti-Rape Squad organizó una reunión para planificar medidas que presionaran a los legisladores a derogar dichas leyes. En 1973, la Women’s Anti-Rape Coalition lanzó una campaña mediática y legislativa para visibilizar los problemas legales existentes. Ese mismo año, se celebraron audiencias conjuntas para debatir la derogación, pero la Legal Aid Society defendió el mantenimiento de las leyes vigentes 

### Comienzo de los cambios
Aunque no hubo cambios legislativos importantes en las leyes de violación hasta mediados del siglo XX, un punto de inflexión llegó con el Código Penal Moral (En inglés: Model Penal Code -MPC) redactado por el American Law Institute (ALI) Instituto Americano de Derecho en 1955. Sin embargo, este código no se publicó hasta 1980. Su difusión impulsó a muchos estados a modificar sus leyes, con el cambio más significativo siendo la redefinición de “violación” para incluir la penetración anal forzada. Aun así, el MPC mantuvo la cláusula de denuncia inmediata. Cabe destacar que el Junta Asesora de Derecho Penal del MPC —encargado de formular estas leyes— contaba solo con una mujer: Florence M. Kelly.

### Leyes de protección contra la violación
Uno de los avances más importantes fue la introducción de las leyes de protección contra la violación. Estas leyes surgieron como respuesta a casos como People v.Plotkin en California, donde se utilizó el historial sexual de la denunciante para desacreditarla ante el jurado.  Antes de estas reformas, la táctica de atacar la credibilidad de la víctima basándose en su vida sexual previa era común, lo que desalentaba a muchas a llevar su caso a juicio.
Las leyes de protección contra la violación prohibieron que el historial sexual pasado de la víctima fuera usado como evidencia en el juicio, salvo en circunstancias muy limitadas. El objetivo era evitar que el jurado evaluara la credibilidad o moralidad de la denunciante en función de su vida sexual previa. Estas leyes fueron promulgadas a nivel federal bajo la presidencia de Jimmy Carter.
Otro avance conceptual clave fue el reconocimiento del síndrome de  trauma por violación (rape trauma syndrome - RTS), que ayudó a explicar conductas de las víctimas como la demora en denunciar o el retraimiento emocional, reduciendo prejuicios entre los jurados.

### Cambios en la ley
Los cambios en las leyes estatales comenzaron cuando el proyecto de ley que eliminaría el requisito de corroboración fue derogado por unanimidad en el Congreso. Tras una conferencia nacional en 1973, los cambios comenzaron a producirse con mayor rapidez, empezando con la creación del National Rape Task Force NOWRTF, (en español: Grupo de Trabajo Nacional contra la Violación (NOWRTF), que era un subgrupo de la Organización Nacional para las Mujeres (NOW). 
El siguiente paso para los activistas fue elaborar un modelo de cómo consideraban que debían redactarse las leyes sobre violación. Uno de los intentos de derogación más exitosos tuvo lugar en Michigan en 1974. Michigan creó la Ley de Conducta Sexual Criminal, que eliminó la exención conyugal, redujo las cargas probatorias, redefinió la violación y aplicó otras reformas. Por otro lado, Georgia no derogó su ley de exención conyugal hasta 1996, aunque la mayoría de los estados lo habían hecho a principios de la década de 1990. 
Para 1980, todos los estados habían realizado, o al menos, considerado realizar algunos cambios. El ejemplo establecido por Michigan motivó enormemente al resto de los estados a actuar contra la violación. Para ese mismo año, habían más de 400 centros de crisis por violación en Estados Unidos, y las leyes habían cambiando para otorgar a la víctima más poder y voz durante los juicios. A medida que aumentaban las reformas en los centros de crisis por violación y ganaban más apoyo, también lo hacían los grupos que impulsaban la reforma de las leyes sobre violación. 
Los cuatro principales cambios que se realizaron en la mayoría de las leyes estatales fueron:
1. Cambio en la definición de violación. La nueva definición permitía la posibilidad de que un hombre fuera víctima de violación. La definición revisada consideraba como violación el contacto sexual forzado en términos de sexo vaginal, anal u oral.
2. Eliminación del requisito de que la víctima resistiera al agresor. Esto protegía a las mujeres con discapacidad, ya que muchas no tienen la capacidad física para rechazar a un agresor.
3. Eliminación del requisito de que un tercero corroborara la denuncia de violación.
4. Se implementaron leyes de protección contra la violación.

La nueva definición federal de violación se establece como “relaciones sexuales no consentidas ‘por fuerza, amenaza o intimidación’." La ley federal divide la violación en dos categorías: la violación de un adulto según el derecho consuetudinario (common law rape) y la violación legal o statutory rape, que consiste en agredir sexualmente a un menor. Según la ley federal, no existe la exención conyugal. 
En el Medio Oriente, la Campaña contra la Ley de Violación Libanesa -Artículo 522, se lanzó en diciembre de 2016 con el objetivo de abolir el artículo que permitía a los violadores libaneses evitar el enjuiciamiento si se casaban con la víctima. 

### Preocupaciones
Tanto los legisladores como la opinión pública tuvieron inicialmente algunas preocupaciones sobre la modificación de las leyes sobre violación. Uno de los mayores temores era que, al cambiar la ley, aumentara el número de acusaciones y se produjeran condenas erróneas. Otra preocupación era que, al otorgar a las mujeres mayor control durante el juicio, estas pudieran sentirse abrumadas por el proceso y terminaran retirando el caso, incluso cuando hubiera sido posible obtener una condena. Hasta ahora, la evidencia ha mostrado que solo ha habido un ligero aumento en el número de acusaciones y que, en general, la probabilidad de lograr una condena se ha mantenido relativamente estable. Uno de los mayores cambios es que las penas son ahora más severas que en el pasado.

## Centros de crisis por violación
El movimiento contra la violación estableció centros de crisis por violación que buscan influir en sus respectivas comunidades. Estos centros procuran conectar con todos los grupos de personas y hacer que sus servicios sean accesibles tanto para el público en general como para determinados grupos minoritarios que podrían enfrentar mayores dificultades para acceder a atención médica y otras necesidades básicas.

### Educación
Los centros de crisis por violación ofrecen programas y talleres educativos y de alcance comunitario al público, con el objetivo principal de prevenir que ocurra una agresión sexual. Dirigen estos programas y talleres a escuelas, organizaciones comunitarias, iglesias y clubes, y buscan aumentar la concienciación sobre la frecuencia de las agresiones sexuales, cómo reconocerlas, qué medidas asertivas tomar para reducir el riesgo de sufrirlas, y qué recursos y opciones locales existen en caso de experimentarlas. Los programas educativos de alcance comunitarios están diseñados para grupos de edad específicos, desde la infancia hasta la edad adulta.
Los programas educativos que tienen como objetivo prevenir la violencia sexual mediante la educación y la concienciación pueden introducirse a edades tempranas. A los niños de jardín de infancia a segundo grado se les enseña a identificar los "buenos" y "malos" tipos de contando físico, y cómo reaccionar ante un contacto no deseado. A los niños de cursos superiores de primaria se les presenta estrategias para decir "no" a conductas inapropiadas.  La información se presenta de manera adecuada a la edad, por ejemplo, mediante marionetas o vídeos. 
Los estudiantes de secundaria baja y alta aprenden a través de videos y debates a distinguir entre relaciones sanas y relaciones dañinas, y qué constituye acoso sexual, incluso dentro de una relación.  Se les enseña sobre las tres formas de acoso sexual (físico, visual y verbal), y que la violación tiene que ver con el poder y el control, más que con el sexo.  Los estudiantes de secundaria alta aprenden la definición de consentimiento mientras examinan diferentes tipos de violación: por desconocido, por cita/conocido y violación estatutaria.
Los programas para adultos incorporan una amplia variedad de información en su plan de estudios. Algunos programas informan a los asistentes sobre los centros de crisis por violación locales, explican la definición de violación en una cita, exploran cómo puede verse afectada una persona sobreviviente en cuanto a sus creencias religiosas, y brindan pasos que los padres pueden tomar para proteger a sus hijos de una agresión sexual. Otros programas se enfocan en la violencia en los medios de comunicación, las leyes sobre violencia sexual, y la empatía o culpabilización de la víctima. Muchos centros tienen programas relacionados con el abuso de drogas o las drogas usadas en violaciones en citas.
La prevención de la violencia sexual no es el único enfoque de los programas educativos de los centros de crisis por violación. También se crean programas y grupos para quienes han sufrido una agresión sexual. Estos grupos de apoyo suelen dividirse por sexo o género y están diseñados para crear un ambiente seguro para compartir y escuchar. Los grupos para sobrevivientes pueden trabajar temas como la autoestima, la asertividad y la sanación. También pueden abordar cuestiones emocionales y psicológicas que pueden surgir a raíz de una agresión sexual. Entre estos puntos se incluyen el miedo, la inseguridad, la culpa, la ira, la vergüenza, la autoinculparse o la negación. Algunos centros selectos ofrecen programas para parejas que buscan poner fin de manera activa al abuso dentro de su relación. 
Muchos centros de crisis por violación ofrecen clases de defensa personal para niñas y mujeres. Los centros que imparten estas clases lo hacen con regularidad y por un costo mínimo. La concienciación, la asertividad y la técnica física son tres elementos clave para la autoprotección. La concienciación implica evaluar el entorno y las situaciones para determinar el nivel potencial de seguridad o amenaza. En estas clases, las estudiantes aprenden a usar el lenguaje corporal y la voz para mostrar su conciencia y capacidad de autoprotección de manera que disuada a posibles agresores. Las técnicas físicas utilizadas para la defensa personal incorporan métodos de artes marciales. 

### Alcance y concienciación
Abril es el Mes de Concientización sobre la Agresión Sexual, durante el cual los centros de crisis por violación organizan eventos comunitarios. Estos centros organizan eventos para promover la defensa, la concientización y el empoderamiento de las sobrevivientes de agresiones sexuales y de otras interesadas en la prevención de este tipo de violencia. A menudo, estos eventos tienen expresiones creativas, como Shout Out Against Violence! (“Grita contra la violencia”), en el que sobrevivientes y sus aliados pueden leer piezas escénicas en un evento nocturno de micrófono abierto con historias y reflexiones relacionadas con la violencia sexual. 
En ocasiones, los centros de crisis aprovechan el mes de abril para trabajar en las escuelas del condado. Por ejemplo, el County Victim Services & Rape Crisis Center de Alachua, organiza un concurso llamado “Respeta a tu cita” en las escuelas secundarias del condado durante la primera semana de abril.
Eventos especiales únicos para sus comunidades respectivas son organizados por centros de crisis por violación en todo el país. La creatividad y las artes se utilizan como un método eficaz de defensa y concienciación local a través de estos diversos eventos. El centro de crisis por violación de Santa Bárbara, California, produce un programa de radio seis veces al año para debatir abiertamente temas relacionados con la violencia sexual y doméstica, el abuso infantil y otras formas de opresión. 
El Centro de Crisis por Violación del Condado de Orange ha organizado una conferencia en español llamada "Hablando de lo Prohibido: Una Conferencia sobre Salud Sexual, Salud Mental y Derechos Humanos".  El centro de crisis de DeKalb, Georgia, utiliza el Clothesline Project para aumentar la concienciación sobre la violencia sexual: en él, mujeres sobrevivientes de agresiones sexuales crean camisetas que expresan sus sentimientos sobre la violencia sexual. Este proyecto artístico se exhibe de forma permanente en el centro de DeKalb. 
El Cleveland County Rape Crisis Center en Ohio organiza Girls Kick Butt: An Empowerment Conference Model for Adolescent Girls (“Las chicas patean traseros: un modelo de conferencia de empoderamiento para adolescentes”), que enseña empoderamiento guiando a niñas y jóvenes a elegir conductas saludables..  Las participantes aprenden cómo reducir la probabilidad de sufrir una agresión sexual y participan en actividades que fomentan la autoestima.  El Rape Crisis Center de Dakota del Sur ha presentado obras como The Vagina Monologues y "Un Largo Camino a Casa", esta última centrada en la experiencia de mujeres de color y la violación. 
Uno de los mitos contra los que luchan los centros de crisis por violación es que la violación y la violencia sexual son exclusivamente un problema de mujeres. En respuesta a la mentalidad social de que la violación gira únicamente en torno a víctimas femeninas, organizaciones como los centros de crisis han creado programas que se enfocan en la dinámica de que los hombres son, de manera abrumadora, quienes cometen este delito. Estos grupos buscan cambiar la mentalidad masculina hacia una que reconozca su poder para detener la violación. Un subgrupo que colabora con algunos centros es Men Can Stop Rape (“Los hombres pueden detener la violación”), que se dirige a hombres jóvenes para reformar sus ideas sobre masculinidad, fuerza y violencia. Los hombres se empoderan mediante su compromiso con un estilo de vida no violento como aliados de las mujeres.
 La organización ha hecho un uso amplio de carteles y otras herramientas de marketing social. Men Can Stop Rape es una organización sin fines de lucro con sede en Washington, D.C.  Su lema My Strength is Not for Hurting (“Mi fuerza no es para hacer daño”) se utiliza para promover su programa de Educación para la Prevención de la Violación, que enfatiza la construcción de relaciones saludables.
Con la ayuda de centros locales, se han establecido clubes de Men Can Stop Rape en varias escuelas secundarias de California. Otro grupo que trabaja contra la violación y la violencia sexual, pero con un enfoque más basado en la investigación, es One in Four (“Uno de cada cuatro”).  Esta organización tiene capítulos en campus universitarios y bases militares de todo Estados Unidos y basa su enfoque en fomentar la empatía hacia las personas sobrevivientes y la intervención de testigos 
Los centros de crisis por violación procuran garantizar la mejor atención a sus pacientes, esforzándose por ser inclusivos en sus programas de alcance a todos los grupos de personas. Reconocen que la experiencia de una agresión sexual puede variar según la persona y el grupo al que pertenezca. Hombres, miembros de la comunidad LGBT, trabajadoras y trabajadores sexuales, personas sin hogar, latinas, personas de bajos ingresos, personas con discapacidad física y personas que no hablan inglés como lengua materna pueden asistir a grupos específicos para sus necesidades en muchos centros.  Aunque en las últimas décadas ha aumentado la concienciación sobre estos problemas de violencia sexual, algunos programas contra la violación están sufriendo recortes, y los defensores de la causa temen que un movimiento que había ganado impulso corra el riesgo de perder relevancia en la opinión pública.

## Crítica social del movimiento anti-violación en los Estados Unidos
Debido a que las feministas y las personas defensoras contra la violación tienen perspectivas variadas sobre la violación, también difieren en sus opiniones sobre los principales desafíos y la oposición que enfrenta el movimiento contra la violación. 

Si bien las posturas feministas radicales suelen ser atacadas (por no feministas y feministas de equidad entre otras), un tema más aceptado en la literatura feminista y anti-violación es el de la prevalencia de la "cultura de la violación". Este concepto fue formulado por Marilyn French, quien escribió: 

"Los medios de comunicación tratan las agresiones masculinas contra las mujeres —como la violación, las palizas y el asesinato de esposas y amantes, o el incesto masculino con niños— como aberraciones individuales… ocultando el hecho de que toda la violencia masculina hacia las mujeres forma parte de una campaña concertada".

Otras feministas y defensoras contra la violación adoptan un enfoque diferente sobre lo que constituye la "cultura de la violación", centrándose menos en ideas como la "campaña concertada" de French y más en lo que consideran problemas institucionales en la sociedad estadounidense. Señalan un condicionamiento sociocultural, desde la infancia, que predispone a los niños a convertirse en potenciales violadores y a las niñas a aceptar la victimización.  
Estos problemas incluyen:
- Creencias teológicas y sociales de la derecha cristiana (y otros grupos religiosos conservadores), [47]
- El trato que reciben las víctimas de violación por parte de la policía, el sector médico, los tribunales y jueces.
- La aceptación de la pornografía.
- Actitudes hacia las mujeres en la sociedad estadounidense.[48]

### Críticas a la policía
Muchas feministas y defensoras contra la violación ven un problema sistémico en la forma en que se maneja la violación inmediatamente después de ser denunciada a la policía.

Las defensoras de los Centros de Crisis por Violación informan que, muy a menudo, la policía es el primer obstáculo que las víctimas de violación enfrentan justo después de una agresión sexual. El Centro de Mujeres de Ann Arbor, un centro de defensa particularmente activo fundado en 1971, sostiene en su libro Freedom from Rape que los problemas sociales que moldean a los hombres en la cultura estadounidense se manifiestan de manera evidente cuando las víctimas de violación se presentan ante fuerzas policiales compuestas mayoritariamente por hombres:  denuncian a las fuerzas policiales, a menudo compuestas exclusivamente por hombres: 
“Los oficiales de policía, en su mayoría, son hombres. Sus puntos de vista, como los de otros hombres, han sido moldeados por la sociedad en la que viven. Es muy posible que un policía haya crecido en un hogar estadounidense típico, desarrollando un sistema de valores que ve a las mujeres como gentiles, tranquilas y dulces. Probablemente crea que las mujeres deberían quedarse en casa por la noche a menos que estén acompañadas por un esposo o un acompañante ‘adecuado’”. 
En Freedom from Rape, el centro argumenta que estos oficiales —conscientes o no de sus prejuicios— emiten juicios de valor sobre las mujeres que denuncian violaciones ocurridas en circunstancias que algunos podrían considerar moralmente dudosas o imprudentes (por ejemplo, salir sola de un bar de noche o caminar sola de noche). Si la mujer se muestra “desenvuelta, independiente o ‘promiscua’”, puede ser catalogada como una de esas mujeres que, en realidad, “estaban pidiendo” ser violadas.
Nancy Gager y Cathleen Schurr, en Sexual Assault: Confronting Rape in America, sostienen que tales respuestas por parte de las fuerzas del orden eran, de hecho, comunes.

Otro problema grave, según muchas feministas y activistas contra la violación, es la falta de comprensión sobre la verdadera naturaleza de la violación.  Debido a su masculinidad, Gager y Schurr afirman que:
«Pocos policías comprenden la complejidad de las emociones que sienten las víctimas de violación, así como tampoco comprenden a las las mujeres en general». 
Muchas feministas también creen que los policías (y la mayoría de los hombres) no reconocen lo que consideran una verdad básica sobre la violación: que es un acto de poder y no de sexo, «un acto de terror» y no de lujuria. 

La credibilidad que la policía otorga a las víctimas y la disposición a registrar el incidente es otro asunto problemático. Muchas víctimas informan dificultades e inconsistencias en este sentido. Feministas y activistas resaltan fallas sistémicas en las entrevistas y cuestionarios realizados a las víctimas:
"Las víctimas reportan haber sido observadas con lascivia, humilladas y acosadas por los policías a quienes llamaron para pedir ayuda.  Para muchas mujeres, la policía a menudo parece más interesada en detalles sexuales explícitos que en atrapar al violador".
Según el estudio de Gager y Schurr, algunos policías (aunque no todos) muestran “a las víctimas de violación la misma falta de humanidad que les mostró el propio violador”.  Trabajadoras de crisis han denunciado que la policía a menudo ignora las violaciones cometidas por un novio o prometido, viéndolas como simples “peleas de pareja” en las que prefieren no intervenir.  

Otro problema es que la violación puede ser más difícil de probar cuando la víctima no fue físicamente agredida, lo que se agrava por la tendencia policial a no creer a las mujeres que no presentan lesiones visibles. El Michigan Rape Crisis Center afirma:
«La policía parte de la suposición de que no ocurrió realmente si la mujer no está visiblemente lesionada». 
Esto genera dificultades particulares para las víctimas, especialmente si la experiencia fue traumática y tienen problemas para recordar detalles específicos, algo que algunos policías interpretan erróneamente como deshonestidad en lugar de un síntoma de trauma genuino. 
Si bien las feministas y las trabajadoras de los centros de crisis por violación reconocen la labor honorable que algunos oficiales de policía realizan para combatir a los violadores y abogar por las víctimas, también sostienen que existen problemas categóricos en la forma en que las fuerzas del orden conciben la violación y tratan a las víctimas. 
Aunque el estudio de Gager y Schurr fue realizado en la década de 1970, el sentimiento actual del movimiento contra la violación (en 2007) sigue insistiendo en que existen problemas profundos en la manera en que la policía y los tribunales manejan a las víctimas y las denuncias de violación. 

### Crítica del sistema jurídico
Existen numerosos problemas que feministas y trabajadoras de los centros de crisis por violación han identificado respecto al trato que reciben las víctimas una vez que el caso pasa de la policía a los tribunales. 
Patricia Yancey Martin, en su libro Rape Work: Victims, Gender, and Emotions in Organization and Community Context ("Trabajo en casos de violación: Víctimas, género y emociones en el contexto organizacional y comunitario", identifica muchos de estos dilemas y desarrolla la tesis de que: 
“La policía, los fiscales y los jueces colaboran con los violadores y sus defensores”.
Martin basa su tesis en un libro de 1993 de la exfiscal de casos de violación Alice Vachss, quien explica cómo sus experiencias la llevaron a creer que, por múltiples razones:
"Los fiscales y jueces ‘colaboran’ con los abogados defensores y con los violadores para dejarlos en libertad”. 
Vachss lamenta que, con demasiada frecuencia, los casos de violación se conviertan más en una "partida de ajedrez" entre abogados rivales (o el Estado) que en un intento genuino de brindar justicia o sanación a la víctima. 

Uno de los problemas más persistentes que identifican las defensoras contra la violación es la forma poco comprometida, evasiva y excesivamente cautelosa en que muchos fiscales manejan estos casos. Un fiscal adjunto de casos de violación relata que muchos abogados involucrados tienen poca formación, sensibilidad o experiencia en el tema, y que los detalles de estos casos les resultan incómodos. Declarando de forma anónima, este hombre de 35 años comenta que muchos de sus colegas están:
"convencidos, a través de años de folclore fiscal, de que los casos de violación no se pueden ganar". …así que los defienden y llegan a acuerdos baratos." 
La propia naturaleza de los casos de violación hace que muchos abogados, especialmente quienes trabajan con fines de lucro, los eviten. La fundadora y directora ejecutiva de un Centro de Crisis por Violación, de 37 años, también de forma anónima, lamentó que los acusados de violación sean difíciles de condenar, lo que lleva a abogados orientados al éxito a preferir casos de robo o hurto, porque allí:
“No hay cuestiones emocionales, no hay esfuerzos que consuman tanto tiempo ni víctimas que atender”.
En resumen, en el mundo legal estos casos se consideran “mucho más fáciles de ganar” 
Catherine MacKinnon sostiene que un error categórico que cometen los funcionarios legales al enjuiciar casos de violación es formular la pregunta central al jurado como:
“¿El hombre tenía razones para creer (o afirmar convincentemente que creía) que la mujer o niña consentía tener relaciones sexuales?”
La pregunta que debería hacerse, afirma MacKinnon, es:
“¿El hombre usó la fuerza para tener relaciones sexuales con la mujer (o niña) en contra de su voluntad?” 
De esta manera, el abogado defensor puede concentrarse únicamente en demostrar que el acusado “pensaba” que había consentimiento, en lugar de centrarse en si se utilizó fuerza física o drogas para anular la voluntad de la víctima. Para MacKinnon, este es un enfoque profundamente erróneo y ampliamente prevalente, que favorece a los violadores y no a las víctimas.. 
Por la propia naturaleza del sistema legal estadounidense, los fiscales necesitan construir casos sólidos y con pruebas contundentes antes de proceder. Si bien esto protege a muchas personas inocentes en otros delitos, en casos de violación puede beneficiar a los agresores, ya que los tribunales tienden a absolver en situaciones de “su palabra contra la de ella”. Según la opinión de muchas feministas y trabajadoras de centros de crisis, los tribunales y autoridades legales suelen presentar a las víctimas como personas emocionalmente inestables, moralmente cuestionables, impredecibles y erráticas. En lugar de asumir que la víctima dice la verdad y buscar justicia y reparación, frecuentemente se las ataca por su pasado (por ejemplo, si han ejercido la prostitución, si consumen alcohol en exceso o si son sexualmente activas) y se las califica como “probables mentirosas”..   Las defensoras de las víctimas subrayan que, sin importar el historial sexual de una mujer, nadie pide ser violado y que ninguna elección personal, sin importar su valor moral, elimina la necesidad absoluta de su consentimiento para participar en cualquier acto sexual. 